# وليام هيبيردين
وليام هيبيردين (بالإنجليزية: William Heberden)‏ (أغسطس 1710 في لندن - 17 مايو 1801 في لندن) طبيب من مملكة بريطانيا العظمى.

## الجوائز
- زميل في الجمعية الملكية
- وسام كرونيان
- زميل الكلية الملكية للأطباء

## روابط خارجية
- وليام هيبيردين على موقع الموسوعة البريطانية (الإنجليزية)